# NGC 1640
NGC 1640 è una galassia a spirale barrata situata nella costellazione dell'Eridano, a una distanza di circa 76 milioni di anni luce dalla nostra Via Lattea.

## Scoperta
La galassia è stata scoperta l'11 dicembre 1885 dall'astronomo statunitense Ormond Stone.

## Descrizione
NGC 1640 ha una classe di luminosità II e presenta una larga riga a 21 cm dell'idrogeno neutro.
NGC 1640 è stata utilizzata da Gérard de Vaucouleurs come esempio del tipo morfologico "(R')SB(r)b" nel suo atlante delle galassie.

## Supernova
Il 18 dicembre 1990, all'interno di NGC 1640 è stata scoperta la supernova SN 1990aj dall'astronomo australiano Robert H. McNaught. La supernova è stata classificata di tipo Ib.